# Прапори та герби автономних спільнот Іспанії
Цей список містить прапори та герби 17 автономних регіонів Іспанії та автономних міст Сеута та Мелілья.

## Список
| Прапор                      | Пропорції | Мапа               | Герб                      | Опис |
| --------------------------- | --------- | ------------------ | ------------------------- | --- |
| Прапор Андалусії            | 2:3       | Андалусія          | Емблема Андалусії         | На прапорі 1918 року зображені кольори часів наполеонівських війн. Існують суперечливі теорії про походження кольорів. Одна з них полягає в тому, що Блас Інфанте хотів, щоб білий колір нагадував про колір Омейядів, а дві зелені смуги означали річки Гвадіана і Гвадалквівір, при цьому Гвадіана не протікає в Андалусії. На гербі зображені Геркулесові стовпи та два леви Кадіса. Золотий напис іспанською: "Андалусія для себе, для Іспанії та людства". На півкруглому полотнищі золотий напис латинською мовою: "Правитель Геракл Засновник". Кажуть, що Геракл був у Кадісі. |
| Прапор Арагону              | 2:3       | Арагон             | Герб Арагону              | Походження червоні смуг ведуть до короля XIV століття, який, згідно з легендою, намалював свої закривавлені руки на золотому щиті. Найстаріший прапор Арагону - типовий геральдичний прапор, який створювався шляхом обертання та прикріплення герба до флагштока. Герб, ймовірно, датується 875 роком і був наданим західно-франкським королем Карлом Лисим для Вільфреда Волохатого, графа Барселони за те, що він виявив хоробрість у боротьбі з маврами. Однак невідомо, яким чином герб графів Барселони був перенесений в Арагон. |
| Прапор Астурії              | 2:3       | Астурія            | Герб Астурії              | Прапор Астурії суцільно синій із зображеним золотим хрестом, переміщеним до флагштока, з грецькими літерами Альфа та Омега на балці як символи початку і кінця. Основою прапора є герб міста Ов’єдо. Блакитний — колір Діви Марії. Хрест Перемоги — давній астурійський символ. Навколо герба латинський напис: "HOC SIGNO TUETUR PIUS, HOC SIGNO VINCITUR INIMICUS" (Через цей знак божественно захищений, через цей знак ворог переможений). Над гербом зображена іспанська королівська корона. |
| Прапор Балеарських островів | 2:3       | Балеарські острови | Герб Балеарських островів | Прапор Балеарських островів заснований на історичному прапорі Королівства Майорка. Фон ідентичний прапору Арагону, що є посиланням на його колишню приналежність у Середньовіччі. В Крижі зображено замок, посилання на герб Пальми, столиці регіону. Замок є королівським палацом Альмудайна, який досі служить резиденцією короля Іспанії, коли він перебуває на Майорці. |
| Прапор Країни Басків        | 14:25     | Країна Басків      | Герб Країни Басків        | Прототипом прапора став Юніон Джек, але він не використовує ті самі кольори. Червоний означає кров, білий — католицтво, а зелений — дуб Герніка, під яким до 1876 року щорічно збиралися ради старійшин з усієї Країни Басків, щоб здійснювати форму прямої демократії. Прапор баски називають «Ikurriña». На гербі Країни Басків у перших трьох полях зображено герби трьох провінцій Басків: Алава, Біская та Гіпускоа. Четверте поле спочатку містило герб Наварри (наваррський ланцюг на червоному тлі). У 1985 році Конституційний суд Іспанії заборонив використання цього герба в гербі Країни Басків. Відтоді четверте поле стало червоним. |
| Прапор Сеути                | 2:3       | Сеута              | Герб Сеути                | Прапор Сеути походить від прапора Лісабона. Сеута також має герб Португалії з короною на прапорі. |
| Прапор Естремадури          | 2:3       | Естремадура        | Герб Естремадури          | Прапор нібито поєднує кольори міст Касерес (зелено-білий) і Бадахос (біло-чорний), але на прапорах яких показано червоно-білий і зелено-синій. На гербі зображено щит, розколотий наполовину та розділений угорі. У першому полі червоний лев на золоті, у другому полі золотий замок на червоному та в нижньому третьому синьому полі внизу білі хвилясті лінії, над двома золотими Геркулесовими стовпами і срібним прапором з написом латинською "Plus Ultra" (укр: «завжди далі»). Срібний Серцевий щит з деревом. Корона Кастилії на щиті. Червоний "Леонський лев" походить з герба Бадахосу. Замок походить від герба Касереса і нагадує Кастилію. «Геркулесові стовпи» нагадують про те, що з Естремадури походило багато мореплавців і завойовників. Маленький срібний щит із зображенням дерева, ймовірно, символізує знамениті дуби Естремадури. |
| Прапор Галісії              | 2:3       | Галісія            | Герб Галісії              | Прапор Галіції базується на історичному морському прапорі міста та провінції Ла-Корунья. У центрі прапора розміщено герб колишнього Галісійського Королівства з іспанською короною над ним. Датується 10-11 ст. і показує золоту чашу Таємної Вечері, срібну Гостію та сім срібних хрестів, які сягають семи стародавніх провінцій Галіції. Над гербом височіє іспанська королівська корона. |
| Прапор Канарських островів  | 2:3       | Канарські острови  | Герб Канарських островів  | На прапорі зображено три вертикальні смуги з гербом островів посередині. Герб: У синьому геральдичному щиті три срібні трикутники розміщені двічі стовпами та один трикутник у основі щита. На щиті лежить золота Корона. Над ним, у ширяючій срібній смузі, написаний Девіз Великими літареми “Océano” (укр. Океан). Сім срібних гір представляють сім великих островів Канарських островів. Собаки (іспанською: canes) є посиланням на назву архіпелагу. |
| Прапор Кантабрії            | 2:3       | Кантабрія          | Герб Кантабрії            | Герб Кантабрії з візуальних причин трохи зміщенно вгору. Прапор часто зображується без герба. Їх кольори сходять до герба. Верхня половина герба показує подію 1248 року, коли купці з Кантабрії на кораблі прорвали ланцюговий бар’єр порту мавританського міста Севілья і таким чином взяли участь у визволенні міста. У нижній половині зображено срібний диск із геометричними візерунками. Над гербом зображена іспанська королівська корона. |
| Прапор Кастилії і Леона     | 2:3       | Кастилія і Леон    | Герб Кастилії та Леона    | Прапор і герб Кастилії-Леона розділені на чотири частини та демонструють поєднання геральдики Кастилії та Леон. Цей герб був створений у 1230 році шляхом об'єднання корон обох країн. |
| Прапор Кастилії-Ла-Манчі    | 1:2       | Кастилія-Ла-Манча  | Герб Кастилії-Ла-Манчі    | Прапор Кастилії-Ла-Манчі розділений вертикально на дві половини червоного та білого кольорів. Посеред червоного поля стоїть золотий замок із трьома вежами. Червоний колір відповідає традиційній геральдиці Кастилії. Білий колір нагадує пальто лицарів і хрестоносців, які звільнили регіон від арабів у 12-му і 13-му століттях. |
| Прапор Каталонії            | 2:3       | Каталонія          | Герб Каталонії            | Саньєра із чотирма червоними смугами на золотому тлі вважається найстарішим прапором у світі (1159 р.). Він сходить до герба графства Барселона. Легенда свідчить, що граф Вільфред Волохатий був поранений у битві, король Карл Лисий занурив пальці в рану і намалював червоні смуги на золотому щиті Вільфреда. |
| Прапор Ла-Ріохи             | 2:3       | Ла-Ріоха           | Герб Ла-Ріохи             | На прапорі Ла-Ріохи зображено чотири горизонтальні смуги червоного, білого, зеленого та жовтого кольорів і герб посередині. Прапор часто зображується без герба. Їх кольори сходять до герба. На гербі зображено червоний Хрест Сантьяго, білу мушлю ліворуч та праворуч і зелену гору Монте Латурсе у нижній частині. Ліва половина показує золотий замок із трьома вежами (посилання на Кастилію, якій Ла-Ріоха належала до 1982 року) на золотому мосту. Під ним розташовані білі та сині хвилясті лінії. |
| Прапор Мадрида              | 7:11      | Мадрид             | Герб Мадриду              | Прапор спільноти Мадрид суцільний малиново-червоний і містить сім п'ятикутних білих зірок у два ряди. Червоний - це колір Кастилії, до якої належав Мадрид. Сім зірок походять з герба міста Мадрид. |
| Прапор Мелільї              | 2:3       | Мелілья            | Герб Мелільї              | На прапорі посередині зображено герб міста Мелілья. Ліворуч і праворуч від знака розташовані "Геркулесові стовпи". |
| Прапор Мурсії               | 2:3       | Мурсія             | Герб Мурсії               | Прапор Мурсії суцільно-багряно-червоного кольору з зображенням чотирьох золотих замків у верхньому куті та семи золотих корон у розвіяній частині. Чотири замки стосуються Кастилії, оскільки Мурсія була кастильським королівством. Чотири замки представляють чотири пейзажі Мурсії. Сім корон нагадують про сім кастильських королівств. |
| Прапор Наварри              | 2:3       | Наварра            | Герб Наварри              | Прапор Наварри суцільно червоний з історичним гербом Наварри посередині. Над гербом — корона Королівства Наварра. Герб датується 13 століттям і показує золоті ланцюги на червоному тлі, а також зелений смарагд посередині. Гербова легенда виводила його походження ще до битви при Навас-де-Толосі 1212 року за участі Санчо VII Наваррського, де кіннота розірвала ланцюги рабів халіфа і захопила смарагд, серед інших трофеїв. |
| Прапор Валенсії             | 1:2       | Валенсія           | Герб Валенсії             | Прапор Валенсії заснований на історичному прапорі Арагону та містить чотири горизонтальні червоні смуги на золотому фоні та прикрашену золотом вертикальну синю смугу на стороні флагштоку. Герб — розширений герб Арагону 1150 р. У золоті чотири червоних стовпи. Із золотої корони на шоломі з правого боку виростає червоноязикий золотий дракон. Синьо-червоний намет позначає загострений срібний хрест. |

## Веб-посилання
- Прапори країн світу - Субнаціональні прапори (Іспанія): Автономні спільноти / Comunidades Autónomas (англійською)

## Індивідуальні докази
1. ↑  navarra.es